# Shaun White
Shaun Roger White (Carlsbad, Californië, 3 september 1986) is een Amerikaanse voormalig professionele snowboarder en skateboarder. Hij werd geboren met Tetralogie van Fallot, een aangeboren hartafwijking waarvoor hij twee openhartoperaties nodig had voordat hij één jaar oud was.
Hij kwam geregeld in de media vanwege zijn records in beide sporten. Ook is hij weleens betrokken bij het maken van videogames. Vanaf zijn twaalfde is hij al bezig met sport. Vanwege zijn lengte van 1.73 meter en zijn rode haar wordt hij ook wel the Flying Tomato (de vliegende tomaat) genoemd. Zijn Italiaanse fans noemen hem Il pomodoro volante, wat hetzelfde betekent.

## Prestaties
White behaalde op 12 februari 2006 in de halfpipe een gouden medaille op de Olympische Winterspelen 2006 in Turijn. Hij had een score van 46.8 in zijn tweede run en daarmee bleef hij zijn landgenoot Daniel Kass en de Fin Markku Koski voor.
Voor zijn Olympische medaille schitterde White al regelmatig op een ander groot evenement, de X-Games. Op het evenement, dat jaarlijks wordt gehouden behaalde White zijn eerste medailles in 2002. Hij ging naar huis met twee zilveren medailles, behaald op de slopestyle en op de halfpipe. In 2003 streek hij de gouden medailles op. Ook in 2004 en 2005 viel hij in de prijzen, maar moest hij genoegen nemen met slechts het goud op de slopestyle. Wel was hij in 2005 eveneens succesvol op de skateboard, waar hij op het onderdeel vert de zilveren medaille won. In 2006 was hij wederom op zowel de slopestyle als de halfpipe winnaar van het goud. In zijn carrière won White twaalf keer goud op de wintereditie en twee keer goud op de zomereditie van de X-Games.
In 2010 verdedigde hij succesvol zijn Olympische titel. Hij won en deed in de tweede ronde zijn befaamde double Mctwist 1260, waardoor hij een puntentotaal kreeg van 48,4, een record.
Bij de Olympische Winterspelen in 2014 eindigde White als vierde op de halfpipe.

## Resultaten

### Olympische Spelen
| Jaar | Plaats      | Resultaten  |
| ---- | ----------- | ----------- |
| 2006 | Turijn      | Halfpipe    |
| 2010 | Vancouver   | Halfpipe    |
| 2014 | Sotsji      | 4e Halfpipe |
| 2018 | Pyeongchang | Halfpipe    |

### Wereldbeker
Eindklasseringen
| Seizoen   | Algm | HP  |
| --------- | ---- | --- |
| 2000/2001 | -    | 48e |
| 2004/2005 | -    | 23e |
| 2008/2009 | 70e  | 24e |
| 2009/2010 | 80e  | 18e |
| 2012/2013 | 22e  | 14e |
| 2013/2014 | 34e  | 9e  |

Wereldbekerzeges
| Datum            | Plaats           | Onderdeel |
| ---------------- | ---------------- | --------- |
| 5 maart 2005     | Lake Placid      | Halfpipe  |
| 14 februari 2009 | Cypress Mountain | Halfpipe  |
| 26 augustus 2009 | Cardrona         | Halfpipe  |
| 1 februari 2013  | Park City        | Halfpipe  |
| 5 februari 2017  | Mammoth Mountain | Halfpipe  |
| 13 januari 2018  | Snowmass         | Halfpipe  |